# Георг Шенк фон Лимпург
Георг Шенк фон Лимпург (на немски: Georg Schenk von Limpurg; * 23 май 1564; † 1 януари 1628, Нойщат ан дер Айш) е наследствен имперски шенк на Лимбург в Баден-Вюртемберг.

## Произход
Той е син на Фридрих VI Шенк фон Лимпург (1536 – 1596), господар на Шпекфелд-Оберзонтхайм, и първата му съпруга графиня Маргарета фон Ербах (1539 – 1564), дъщеря на граф Еберхард XII фон Ербах (1511 – 1564) и вилд и райнграфиня Маргарета фон Даун (1521 – 1576). Баща му се жени втори път на 27 април 1567 г. за шенка Агнес фон Лимпург-Гайлдорф (1542 – 1606).
Брат е на Еберхард I Шенк фон Лимпург (1560 – 1622), наследствен имперски шенк на Лимбург, господар в Шмиделфелд, и полубрат на Вилхелм Шенк фон Лимпург-Шпекфелд (1568– 1633), главен фогт на Гьопинген, на Хайнрих II Шенк фон Лимпург (1573 – 1637), имперски шенк и фрайхер на Лимпург-Зонтхайм/Оберзонтхайм, и Конрад Шенк фон Лимпург-Шпекфелд (1570 – 1634).
Георг Шенк фон Лимпург-Шпекфелд умира бездетен на 1 януари 1628 г. на 63 години в Нойщат ан дер Айш, Средна Франкония, Бавария.

## Фамилия
Георг Шенк фон Лимпург-Шпекфелд се жени на 22 май 1597 г. в Рудолщат за графиня Катарина фон Лайнинген-Вестербург (* 1 януари/март 1564; † 21 януари 1630), дъщеря на граф Райнхард II фон Лайнинген-Вестербург (1530 – 1584) и Отилия фон Мандершайд-Бланкенхайм-Кайл (1536 – 1597). Те нямат деца.